# Salea anamallayana
Salea anamallayana är en ödleart som beskrevs av  Richard Henry Beddome 1878. Salea anamallayana ingår i släktet Salea och familjen agamer. Inga underarter finns listade i Catalogue of Life. Artepitet i det vetenskapliga namnet syftar på bergstrakten  Anamallay där typexemplaret hittades.
Arten förekommer i bergstrakter i Indien. Honor lägger ägg. Ödlan hittas i delstaterna Tamil Nadu och Kerala. Den vistas mellan 1500 och 2300 meter över havet. Habitatet utgörs av skogar med buskar och dessutom besöks trädgårdar, teodlingar och odlingar med eukalyptus.
För beståndet är inga hot kända. Hela populationen anses vara stabil. IUCN listar arten som livskraftig (LC).